# Iole Appugliese
 (novembre 2017).
Iole Appugliese (Montréal, 1912-1973) est une enseignante spécialisée canadienne.

## Biographie
Iole Appugliese est née le 16 septembre 1912 à Montréal, et elle décède à Montréal le 10 décembre 1973,,.
Selon un article paru dans Reader's Digest, son père était un orfèvre d'origine italienne. Elle parlait anglais, italien et français.
Cette enseignante a fait l'objet d'études sur les résultats exceptionnels qu'elle a obtenus dans un quartier défavorisé de Montréal. 

« Les quotients intellectuels des élèves, qui représentent l’évaluation des aptitudes qui habituellement évoluent lentement tout au long des premières années d’école, avaient atteint des niveaux exceptionnellement élevés entre la première et la sixième année. Un de ses anciens élèves est notamment devenu président de l’Université McGill; c’est lui qui a mené une recherche sur la croissance du QI dont les résultats ont été publiés dans la Harvard Educational Review. »

— Ville de Montréal

## Facteurs de succès
Les facteurs résumés du document de Collins et inclus dans le document d'Eigil Pedersen sont:
- « Mlle A a enseigné pendant trente-quatre ans à Ray School et elle a gardé le contrôle par la force de sa personnalité et son affection évidente pour les enfants, n'ayant jamais besoin de perdre son sang-froid ou de recourir à la contrainte physique[9]. »
- « Elle a établi de grandes attentes pour ses élèves, à savoir que tous ses élèves de première année liraient avant la fin de l'année[9]. »
- « Elle a donné des heures supplémentaires aux étudiants[9]. »
- « Si les élèves oubliaient leur repas ou manquaient de nourriture, Mlle A partagerait son propre déjeuner avec eux[9]. »

## Honneurs
- 2016, Commandeure de l'Ordre de Montréal

## Sources
- Ville de Montréal, « Iole Appugliese (1912-1971) », 2016
- « Hommage aux Grands Montréalais : Iole Appugliese »
- (en) E. Pedersen, T. Faucher et W. Eaton, « A New Perspective on the Effects of First-Grade Teachers on Children’s Subsequent Adult Status », Harvard Educational Review, vol. 48,‎ février 1978, p. 1-31 (DOI 10.17763/haer.48.1.t6612555444420vg, présentation en ligne)
- (en) Robert Collins, « Mise Apple Daisy », Reader's Digest,‎ septembre 1976
- (en) Eigil Pedersen, « Commentary : Looking Back at a Landmark Study About Why Teachers Matter », LEARNing Landscapes, vol. 8, no 1,‎ 2014 autumn, p. 27-35 (lire en ligne)
- Daniel Fallon, « Perspectives: The amazing Miss A and why we should care about her », McGill Journal of Education / Revue des sciences de l'éducation de McGill, vol. 38,‎ 2003 (présentation en ligne, lire en ligne [PDF])
- (en) Alan Levine, « All A-mazings : Amy, A Librarian, An Article, Miss A, Another Librarian », 11 novembre 2015
- (en) Alan Levine, « +/- memorable (my ***x talk) », 17 octobre 2015